# Scopula plumbearia
Scopula plumbearia là một loài bướm đêm trong họ Geometridae.